# Revolução de Maio

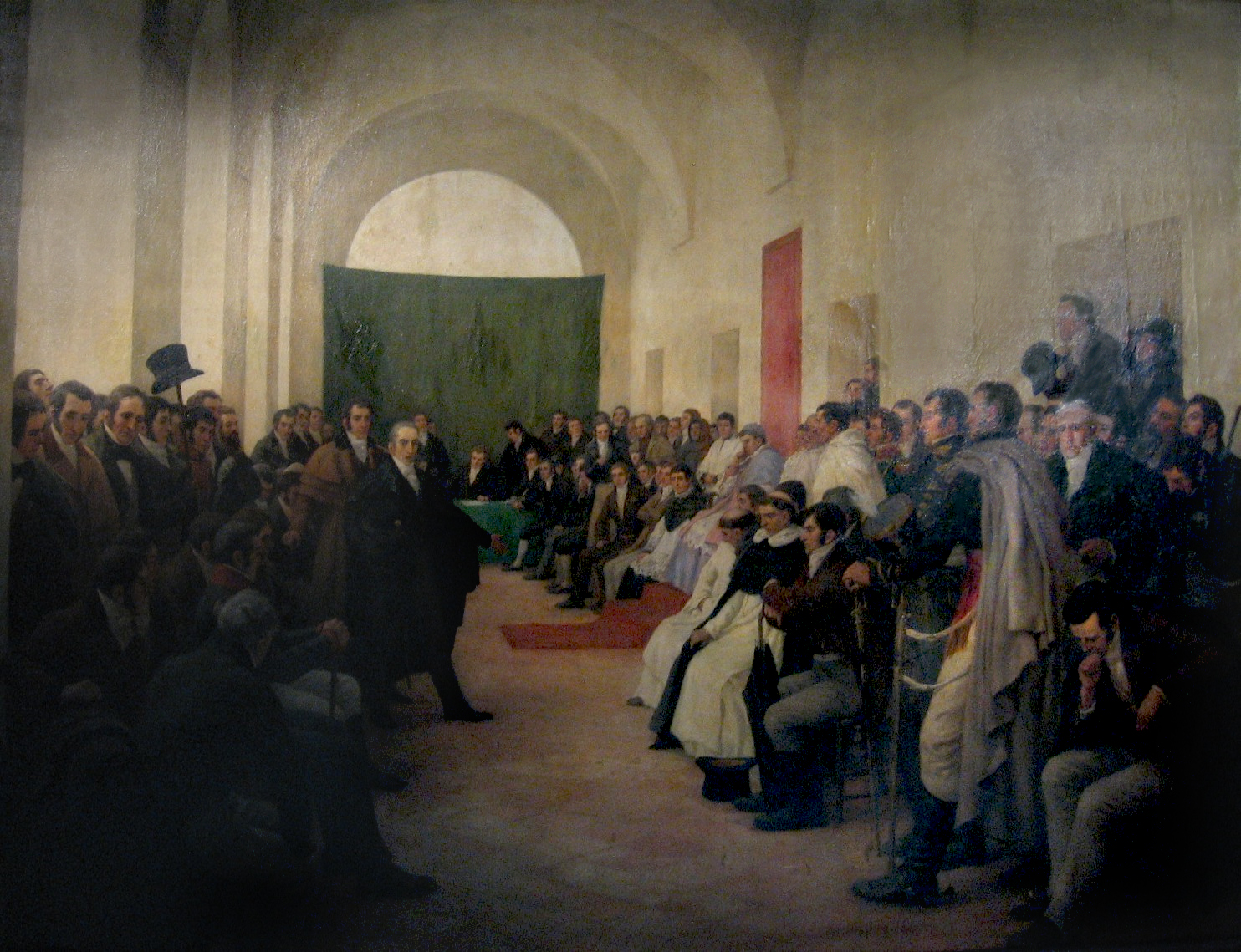
Representação do cabido aberto de 22 de maio de 1810, por Pedro Subercaseaux em 1910.

A Revolução de Maio foi uma série de eventos que ocorreram entre 18 e 25 de maio de 1810 na cidade de Buenos Aires, capital do Vice-Reino do Rio da Prata. Esta era uma colônia do Império Espanhol que incluía aproximadamente os territórios dos atuais países da Argentina, Bolívia, Paraguai e Uruguai. O resultado foi a remoção do vice-rei Baltasar Hidalgo de Cisneros e o estabelecimento de um governo local, a Primeira Junta. A Revolução de Maio foi a primeira revolta bem-sucedida no processo de independência da América do Sul.
A revolução foi uma reação direta à Guerra Peninsular. O rei Fernando VII da Espanha foi forçado em 1808 a abdicar em favor de Napoleão Bonaparte, que passou o trono para seu irmão mais velho José Bonaparte. A Junta Suprema Central liderou a resistência contra o governo de José e a ocupação da Espanha pela França, porém eventualmente sofreram uma série reveses que resultaram na perda espanhola da metade norte de seu país. As tropas francesas tomaram Sevilha em 1 de fevereiro de 1810 e conquistaram o controle da maior parte da região da Andaluzia. A Junta Suprema recuou até Cádis e se dissolveu, sendo substituída pelo Conselho de Regência da Espanha e das Índias. As notícias sobre esses eventos chegaram em 18 de maio no Rio da Prata por meio de navios britânicos.
Cisneros tentou manter a situação política, porém um grupo de advogados e oficiais militares crioulos organizaram um cabido aberto em 22 de maio para decidir o futuro do Rio da Prata. Os representantes negaram-se a reconhecer o Conselho Regencial e estabeleceram uma junta para governar no lugar do vice-rei, já que o governo que tinha nomeado Cisneros não mais existia. Ele inicialmente foi nomeado presidente da junta para manter uma sensação de continuidade, entretanto isso causou agitações populares e Cisneros foi forçado a renunciar do posto. O governo recém-formado incluía representantes apenas de Buenos Aires, que convidaram as outras cidades do Rio da Prata a enviarem delegados. Isto resultou no começo de uma guerra entre as regiões que aceitaram o resultado dos eventos ocorridos na capital e aquelas que rejeitavam.
A Revolução de Maio iniciou a Guerra da Independência da Argentina, apesar de nenhuma declaração formal de independência ter sido emitida na época e da Primeira Junta ter continuado a governar em nome do deposto Fernando VII. A revolta é considerada como um dos primeiros eventos da Independência da América Espanhola já que eventos similares ocorreram em outras cidades pelo continente. Os historiadores atualmente debatem se os revolucionários eram verdadeiramente leais à coroa espanhola ou se a declaração de fidelidade ao rei era um ardil necessário a fim de esconder seus verdadeiros objetivos de uma população que ainda não estava disposta a aceitar uma mudança tão radical. Uma declaração formal de independência foi emitida em 9 de julho de 1816 pelo Congresso de Tucumán.

## Causas

### Internacionais
A Declaração da Independência dos Estados Unidos da Grã-Bretanha em 1776 levou os crioulos, espanhóis nascidos na América do Sul, a acreditar que uma revolução e independência do Império Espanhol era algo alcançável. Os patriotas norte-americanos das Treze Colônias travaram sua Guerra de Independência até 1783 contra lealistas locais e a própria Grã-Bretanha, eventualmente estabelecendo um governo popular que substituiu a monarquia britânica. O fato de a Espanha ter auxiliado os revolucionários em sua luta enfraqueceu a ideia de que seria um crime encerrar a lealdade contra a metrópole.
Os ideais da Revolução Francesa iniciada em 1789 espalharam-se pelas Américas e também pela própria Europa. A deposição e execução do rei Luís XVI da França e sua esposa a arquiduquesa Maria Antonieta da Áustria encerrou séculos de monarquia e removeu os privilégios da nobreza. Ideias liberais foram desenvolvidas nos campos político e econômico e propagaram-se através das Revoluções do Atlântico para a maior parte do mundo ocidental. O conceito do direito divino dos reis foi questionado pela francesa Declaração dos Direitos do Homem e do Cidadão, pela afirmação frequentemente citada de que "todos os homens são criados iguais" contida na Declaração da Independência dos Estados Unidos e até mesmo pela Igreja Católica espanhola.

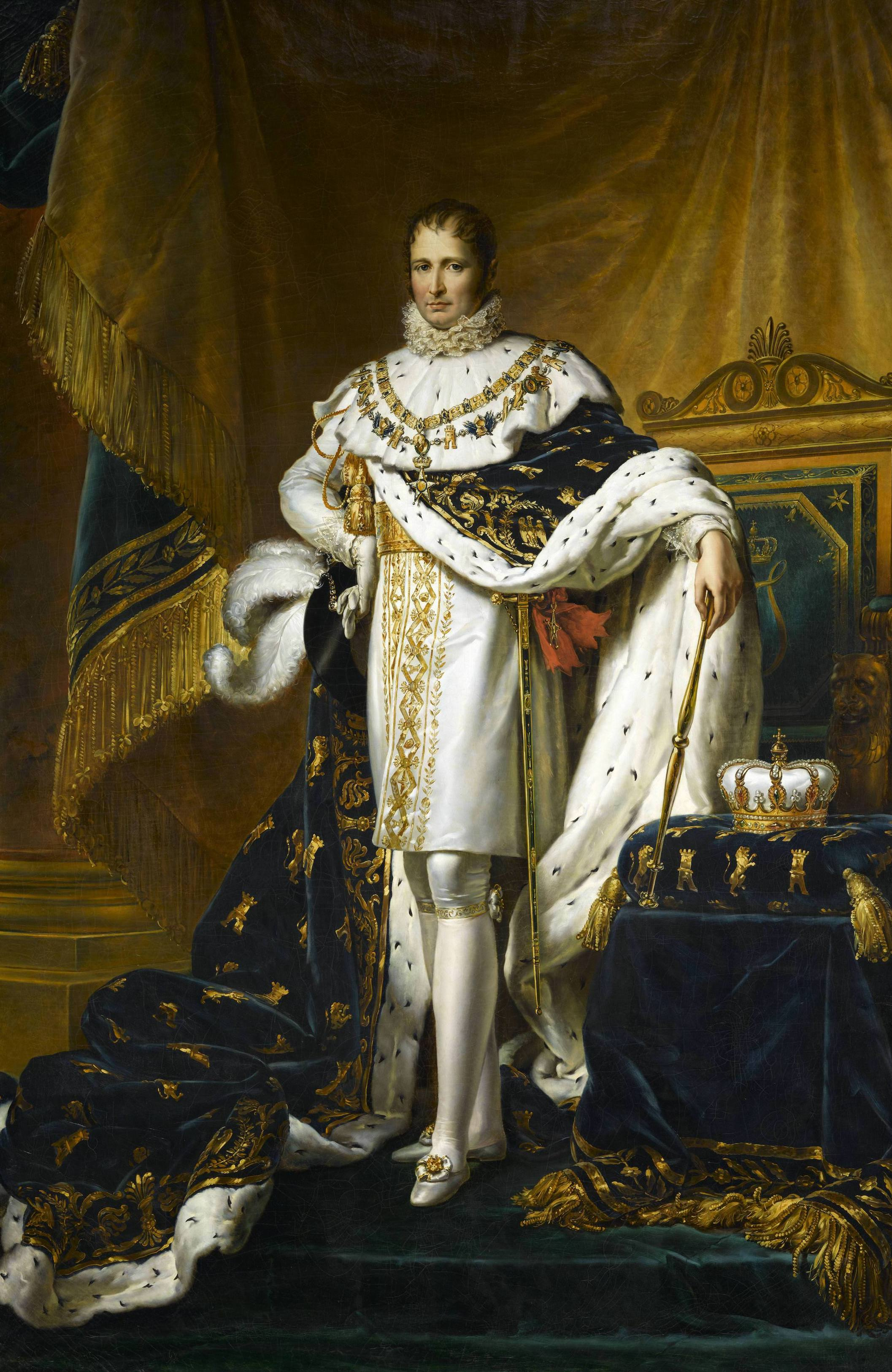
José Bonaparte em 1808 por François Gérard.

Entretanto, a divulgação de tais ideias era proibida nos territórios espanhóis, assim como a venda de livros relacionados ou a posse não autorizada deles. A Espanha instituiu esses banimentos quando declarou guerra contra a França depois da execução de Luís em 1793 e os manteve após a assinatura do tratado de paz em 1796. As notícias dos eventos de 1789 e cópias das publicações da Revolução Francesa espalharam-se pela Espanha apesar dos esforços para mantê-los banidos. Muitos dos crioulos iluministas entraram em contato durante seus estudos universitários com autores liberais e suas obras, tanto na Europa quanto na Universidade de Chuquisaca, atual Sucre na Bolívia. Livros norte-americanos também conseguiram chegar às colônias espanholas por meio de Caracas, devido à proximidade do Vice-Reino de Nova Granada com as Índias Ocidentais e os Estados Unidos.
A Revolução Industrial havia começado na Grã-Bretanha com o uso de canais, trilhos e força a vapor. Isso levou a um aumento enorme das capacidades produtivas do país e criou a necessidade do estabelecimento de novos mercados para vender os produtos. As Guerras Napoleônicas contra a França do imperador Napoleão Bonaparte tornaram isso difícil após o estabelecimento em 1806 do Bloqueio Continental, que proibia os aliados franceses de negociarem com o Reino Unido. Os britânicos dessa forma precisavam negociar com as colônias espanholas, porém não podiam fazer isso pois elas só tinham permissão de realizar negócios com sua metrópole. O Reino Unido tentou invadir o Vice-Reino do Rio da Prata e conquistar cidades importantes a fim de alcançar seus objetivos econômicos. Quanto isto falhou, eles escolheram promover as aspirações hispano-americanas de independência.
O Motim de Aranjuez em 1808 fez o rei Carlos IV da Espanha a abdicar do trono em favor de seu filho mais velho, que tornou-se o rei Fernando VII. Carlos pediu para que Napoleão o ajudasse a reconquistar a coroa; em vez disso, o imperador francês também forçou a abdicação de Fernando e passou o trono para seu próprio irmão, José Bonaparte. Esses eventos ficaram conhecidos como as Abdicações de Baiona. A coroação de José enfrentou grandes resistências na Espanha, iniciando a Guerra Peninsular, enquanto a Junta Suprema Central assumiu o governo em nome de Fernando. Isto fez com que a aliança da Espanha mudasse da França para o Reino Unido. Os franceses acabaram invadindo Sevilha e conquistando a Andaluzia, substituindo a Junta Suprema Central recuada em Cádis pelo Conselho de Regência da Espanha e das Índias.

### Nacionais
A Espanha proibia suas colônias americanas de negociarem com outras nações ou colônias estrangeiras, impondo-se como a única compradora e vendedora para o comércio internacional. A situação prejudicou os vice-reinos da América espanhola já que a economia da metrópole não era poderosa o suficiente para produzir as enormes quantidades de produtos que as numerosas colônias necessitavam. Isto causou escassez e recessão econômica. As rotas de comércio espanholas favoreciam os portos do Vice-Reino da Nova Espanha e de Cidade dos Reis no Vice-Reino do Peru em detrimento de Buenos Aires no Rio da Prata. Como resultado, a cidade contrabandeava produtos que não poderiam ser obtidos legalmente. As autoridades locais permitiam esse contrabando por o considerarem um mal menor, mesmo sendo ilegal e ocasionalmente com um volume igual ao comércio tradicional com a Espanha. Duas facções antagonistas surgiram: donos de terras que desejavam comércio livre para que assim pudessem vender seus produtos para o exterior, e mercadores que se beneficiavam dos preços altos das importações contrabandeadas e dessa forma opunham-se ao comércio livre pois isto diminuiria os valores das mercadorias.
A monarquia espanhola nomeava seus próprios candidatos para a maioria dos cargos políticos nos vice-reinos, geralmente favorecendo espanhóis da Europa. Os nomeados na maioria das vezes tinham pouco conhecimento ou interesse nas questões locais das colônias. A rivalidade consequentemente cresceu entre os crioulos e os peninsulares, aqueles nascidos na Espanha. A maior parte dos crioulos achavam que os peninsulares tinham vantagens não merecidas e recebiam tratamento preferencial na política e pela sociedade. O baixo clero tinha sentimentos similares sobre os altos escalões da hierarquia eclesiástica. Os eventos desenvolveram-se em um ritmo muito mais lento do que na independência dos Estados Unidos. Isso se deu em parte porque o clero controlava todo o sistema educacional da América espanhola, fazendo com que a população tivesse o mesmo pensamento conservador e seguisse os mesmos costumes da Espanha.

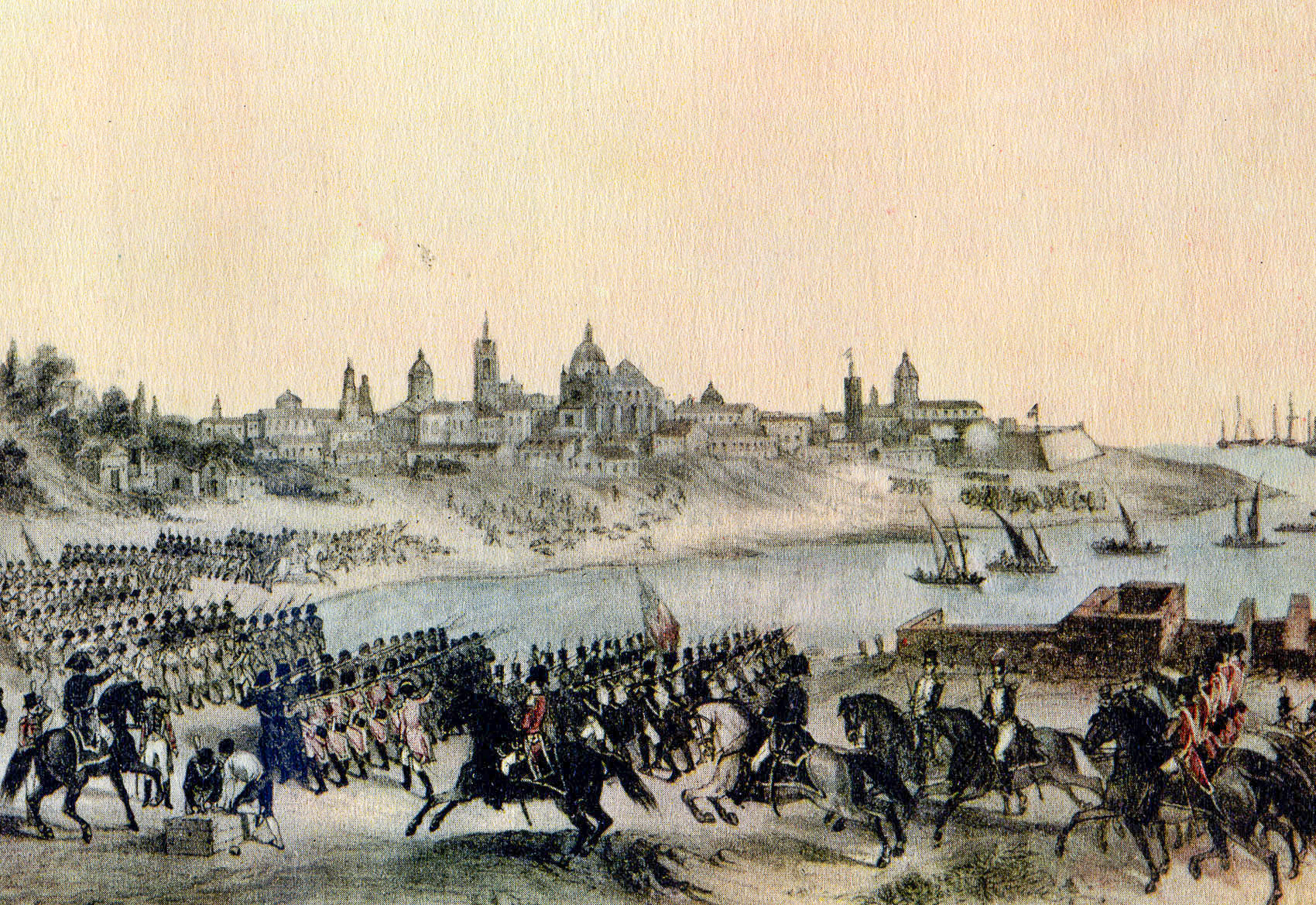
Ilustração da invasão inglesa de Buenos Aires por Madrid Martínez em 1807.

As cidades de Buenos Aires e Montevidéu foram bem-sucedidas em resistir a duas invasões britânicas. A primeira foi em 1806, quando um pequeno exército liderado por William Carr Beresford tomou Buenos Aires por um breve período até ser derrotado por uma força comandada por Santiago de Liniers. Um exército maior conquistou Montevidéu no ano seguinte, porém foram subjugados pelas forças de Buenos Aires; os britânicos capitularam e entregaram a cidade. A Espanha não enviou auxílio em ambas as invasões. Liniers organizou milícias crioulas durante as preparações para a segunda invasão, mesmo existindo proibições contra suas existências nas colônias. O 1º Regimento de Infantaria "Os Patrícios" liderado por Cornelio Saavedra era o maior dos exércitos crioulos. Esses eventos deram aos crioulos poder militar e influência política que nunca tinham possuído antes e, já que suas vitórias foram realizadas sem qualquer tipo de ajuda vinda espanhola, aumentou sua confiança de que possuíam a capacidade para alcançar a independência.
A família real portuguesa fugiu da Europa em 1808 e estabeleceu-se na colônia do Brasil depois do exército de Napoleão ter invadido Portugal. A infanta Carlota Joaquina da Espanha, irmã de Fernando, era a esposa de D. João, Príncipe Regente, porém tinha seus próprios objetivos políticos. Ela tentou assumir o controle do Rio da Prata como regente por ter evitado ser capturada junto com o resto da família real espanhola. Este projeto político ficou conhecido como Carlotismo e procurava impedir a invasão francesa das Américas. Apoiavam essa ideia uma pequena sociedade secreta de crioulos composta por políticos como Manuel Belgrano e Juan José Castelli, além de militares como Antonio Beruti e Hipólito Vieytes. Eles consideravam a situação como a oportunidade para se ter um governo local em vez de um europeu, ou ainda um passo em direção de uma declaração de independência. O projeto foi resistido por Liniers, que fora nomeado vice-rei em 1807; a maioria dos peninsulares e alguns crioulos, incluindo Saavedra e os advogados Mariano Moreno e Juan José Paso. Eles suspeitavam que o Carlotismo escondia uma ambição expansionista portuguesa sobre a região. Os apoiadores de Carlota Joaquina tinham a intenção que ela fosse a chefe de estado de uma monarquia constitucional, enquanto a própria desejava governar como uma monarca absolutista; estes conflitos minaram o projeto e levaram ao seu fracasso. O Reino Unido, que tinha enorme influência sobre Portugal, também se opunha à ideia: eles não desejavam ter a Espanha dividida em vários reinos e consideravam que Carlota Joaquina era incapaz disso.

## Prelúdio

### Governo de Liniers

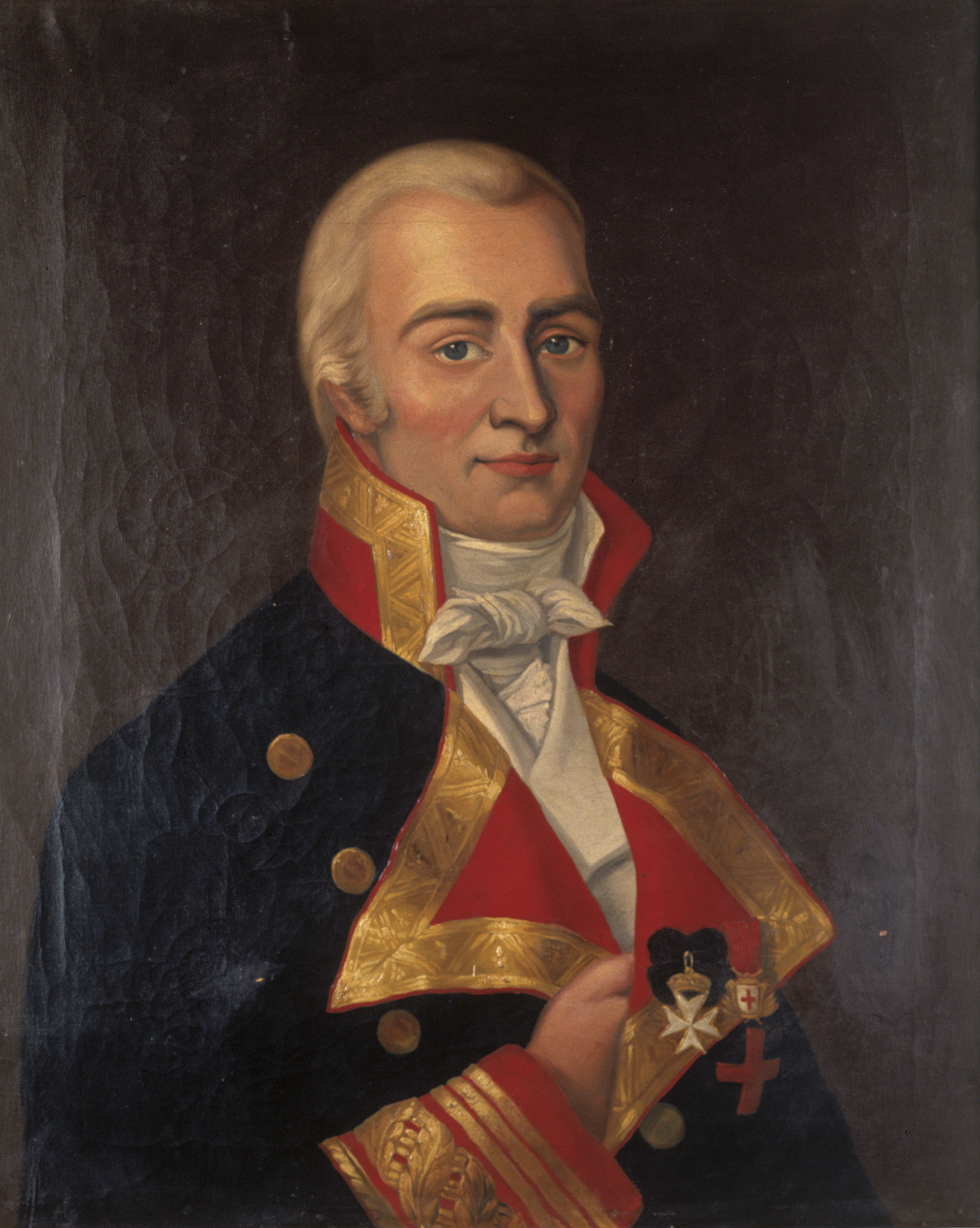
Santiago de Liniers.

Liniers conseguiu reconquistar Buenos Aires após a invasão britânica de 1806. A população local não permitiu que Rafael de Sobremonte continuasse como vice-rei. Ele havia fugido para Córdova com o tesouro público enquanto a batalha ainda progredia. Uma lei promulgada em 1778 exigia que o tesouro fosse levado para um local seguro em caso de um ataque estrangeiro, porém Sobremonte foi visto como um covarde pelo povo. A Real Audiência de Buenos Aires não permitiu seu retorno para a capital e elegeu o herói popular Liniers como vice-rei interino. Esta foi uma ação sem precedentes, a primeira vez que um vice-rei espanhol foi deposto por instituições locais e não pelo próprio rei; Carlos posteriormente ratificou a escolha. Liniers armou toda a população de Buenos Aires, incluindo crioulos e escravos, e derrotou os britânicos na segunda tentativa de invasão em 1807.
A administração de Liniers era popular entre os crioulos, mas não entre os peninsulares como o mercador Martín de Álzaga e Francisco Javier de Elío, o governador de Montevidéu. Eles pediram para as autoridades espanholas nomearem um novo vice-rei. Elío aproveitou-se da Guerra Peninsular e criou a Junta de Montevidéu, que iria escrutinar todas as ordens de Buenos Aires e reservar-se ao direito de ignorá-las, porém ela não desafiou abertamente a autoridade do vice-rei ou declarou sua independência.
Álzaga começou um motim para derrubar Liniers. Um cabido aberto, um encontro extraordinário de membros proeminentes do povo, foi presidido por Álzaga em 1 de janeiro de 1809 e exigiu a renúncia do vice-rei e a nomeação de uma junta local. A milícia espanhola e um grupo de pessoas convocado para a reunião apoiaram a revolta. Um pequeno grupo de crioulos também apoiou a rebelião, mais notavelmente Moreno, porém a maioria não. Eles acharam que Álzaga queria remover Liniers a fim de evitar a autoridade política deste enquanto ao mesmo tempo mantinha inalteradas as diferenças sociais entre crioulos e peninsulares. O motim foi rapidamente contornado quando milícias crioulas sob o comando de Saavedra cercaram a praça e dispersaram os insurgentes. As milícias rebeldes foram desarmadas como resultado da revolta fracassada. Estas incluíram todas as milícias peninsulares, com o poder dos crioulos aumentando consequentemente. Todos os líderes da revolta foram exilados para Carmen de Patagones, com a exceção de Moreno. Elío os libertou e lhes concedeu asilo em Montevidéu.

### Governo de Cisneros

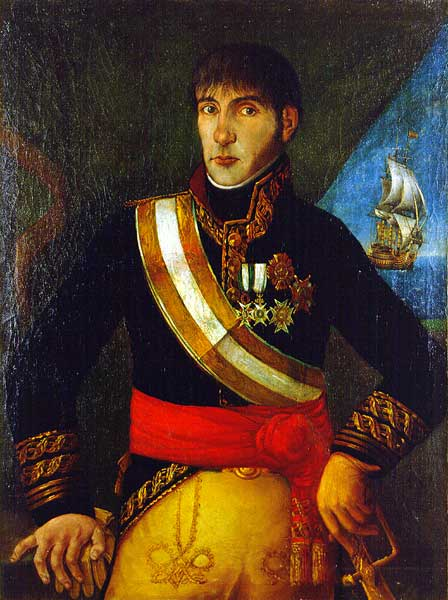
Bastasar Hidalgo de Cisneros.

A Junta Suprema Central substituiu Liniers pelo oficial naval peninsular Baltasar Hidalgo de Cisneros, um veterano da Batalha de Trafalgar, com o objetivo de encerrar o tumulto político no Rio da Prata. Ele chegou em Montevidéu em junho de 1809 para a entrega. Belgrano propôs que Liniers deveria resistir à troca por ter sido confirmado para a posição pelo rei da Espanha, enquanto Cisneros não tinha tal legitimidade. As milícias crioulas concordavam com a ideia de Belgrano, porém Liniers entregou o governo sem resistência. Elío aceitou a autoridade de Cisneros e dissolveu a Junta de Montevidéu. O novo vice-rei rearmou as milícias peninsulares e perdoou aqueles envolvidos no motim. Álzaga não foi libertado, porém sua sentença foi comutada para prisão domiciliar.
Também existiam preocupações no Alto Peru sobre os eventos na Espanha e da legitimidade dos governadores locais. A Revolução de Chuquisaca ocorreu em 25 de maio de 1809 e depôs o governador Ramón García de León y Pizarro e o substituiu por Juan Antonio Álvarez de Arenales. A Revolução de La Paz foi comandada por Pedro Domingo Murillo e aconteceu no dia 16 de julho, tirando o governador local e estabelecendo uma nova junta. Uma rápida reação das autoridades espanholas derrotou ambas as revoltas. Um exército de mil homens foi mandado de Buenos Aires e não encontrou nenhuma resistência em Chuquisaca, tomando o controle da cidade e derrubando a junta. Murillo tentou defender La Paz, porém seus oitocentos milicianos foram completamente subjugados pelos mais de cinco mil soldados vindos de Cidade dos Reis. Ele e outros líderes mais tarde foram decapitados e suas cabeças exibidas como dissuasão. Estas medidas foram um enorme contraste com o perdão que Álzaga e outros receberam após seu curto período na prisão, enquanto o ressentimento dos crioulos contra os peninsulares cresceu. Castelli estava presente nas deliberações realizadas na Universidade de Chuquisaca, onde Bernardo Monteagudo desenvolveu o "Silogismo de Chuquisaca", uma explicação legal para justificar a autorregulamentação. Isto acabou influenciando muito as ideias de Castelli.
Cisneros criou em 25 de novembro de 1809 a Corte de Vigilância Política a fim de perseguir os independentistas e os "afrancesados", os apoiadores de José Bonaparte. Entretanto, ele rejeitou a proposta do economista José María Romero de banir um grande número de pessoas consideradas perigosas para o regime espanhol, como Saavedra, Paso, Vieytes, Castelli e Moreno, dentre outros. Romero aconselhou Cisneros contra a publicação de notícias que poderiam ser consideradas subversivas. Os crioulos acharam que logo qualquer pretexto seria o suficiente para levar ao começo de uma revolta. Saavedra aconselhou seus amigos em abril de 1810 que "Não é o momento, deixem vocês os figos amadurecerem e então os comeremos". Ele não apoiaria ações apressadas contra o vice-rei, apenas o fazendo em um momento estrategicamente favorável, como quando as forças de Napoleão conquistaram uma vantagem expressiva em sua guerra contra a Espanha.

## Semana de maio
A escuna britânica HMS Mistletoe chegou em Buenos Aires no dia 14 de maio de 1810 trazendo jornais europeus que relatavam a dissolução da Junta Suprema Central em 30 de janeiro. A cidade de Sevilha em seguida tinha sido invadida em 1º de fevereiro pelo exército francês, que nessa altura já dominava a maior parte da Península Ibérica. Os jornais diziam que a junta tinha se refugiado na Ilha de León em Cádis. Isto foi confirmado em Buenos Aires no dia 17, quando a fragata HMS John Paris chegou em Montevidéu; os jornais mais recentes contavam que os membros da Junta Suprema Central tinham sido dispensados e substituídos pelo Conselho Regencial da Espanha e das Índias. Este não era visto como um sucessor da resistência espanhola, mas sim uma tentativa de restaurar o absolutismo no país, enquanto a antiga junta era considerada simpática com as novas ideias. Os patriotas sul-americanos temiam uma vitória francesa completa sobre a Península e uma restauração absolutista. Cisneros monitorou os navios de guerra britânicos e confiscou seus jornais para impedir a divulgação das notícias, porém uma cópia chegou em Belgrano e Castelli. Ambos espalharam as novidades para outros patriotas e desafiaram a legitimidade do vice-rei, que tinha sido nomeado pela junta deposta. Saavedra finalmente decidiu que era o momento ideal de agir contra Cisneros. O militar e político Martín Rodríguez sugeriu remover o vice-rei de seu posto usando a força das milícias crioulas, porém Saavedra e Castelli rejeitaram a ideia e propuseram a reunião de um cabido aberto.

### Sexta-feira, 18 e sábado, 19
As informações da derrota espanhola se espalharam por Buenos Aires apesar das tentativas de Cisneros de esconder os fatos. A maior parte da população ficou inquieta; houve grandes movimentações nos quartéis e na Praça da Vitória, enquanto a maioria das lojas foram fechadas. O "Café de Catalanes" e "Fonda de las Naciones", frequentes locais de encontros crioulos, tornaram-se as sedes de discussões políticas e proclamações radicais; Francisco José Planes gritou que o vice-rei deveria ser enforcado na Praça como retribuição pela execução dos líderes da Revolução de La Paz. As pessoas que simpatizavam com a forma absolutista de governo foram molestadas, porém as lutas tinham poucas consequências já que ninguém tinha permissão de tirar mosquetes e espadas dos quartéis.

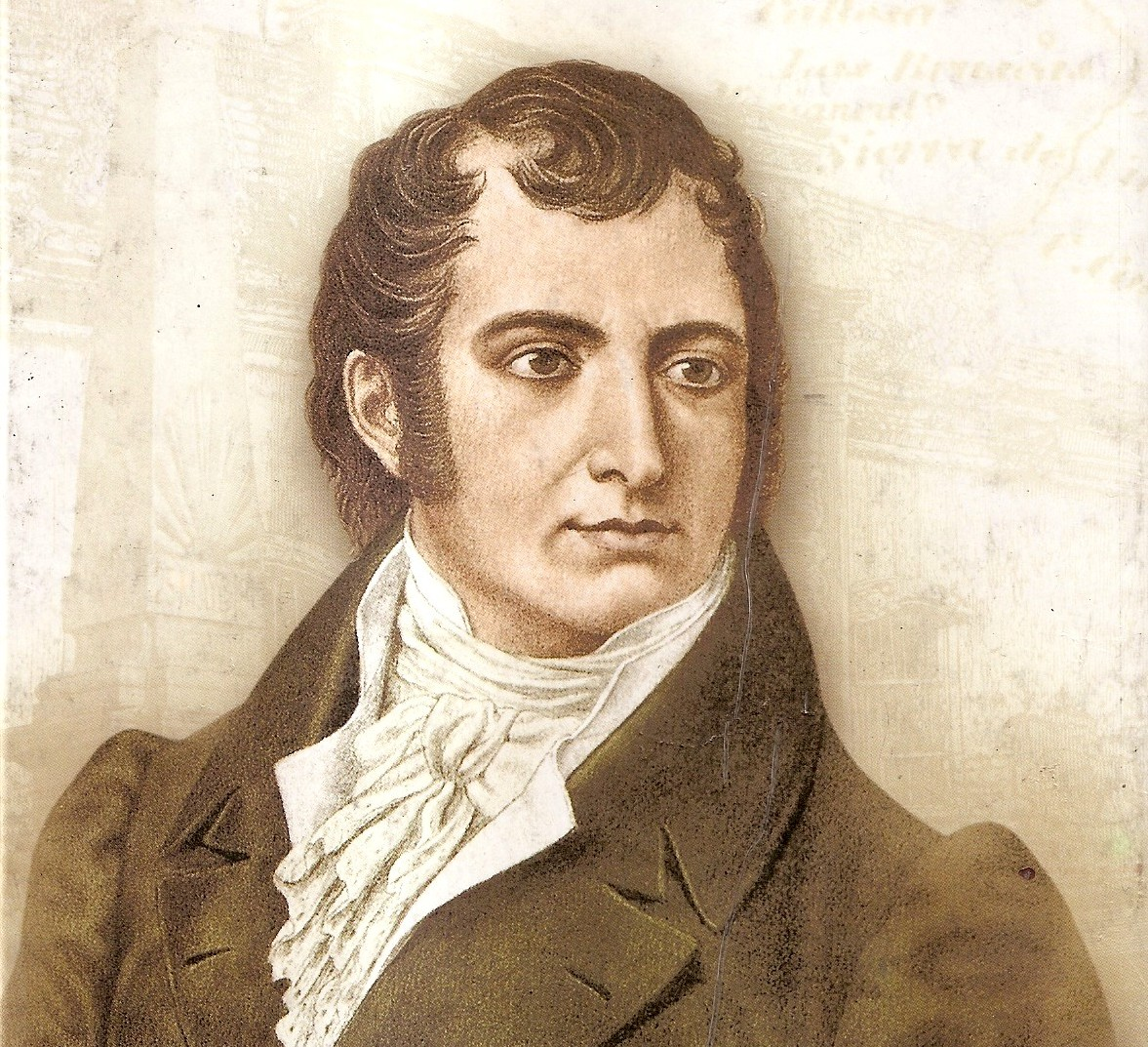
Juan José Castelli.

Cisneros tentou acalmar a população crioula e emitiu uma proclamação com sua própria versão dos eventos.  Ele pediu lealdade ao rei Fernando VII, porém a revolta popular continuou a se intensificar. Cisneros sabia de todas as notícias da Europa, porém apenas afirmou que a situação da Península Ibérica era delicada, não confirmando a queda da junta. Ele propôs criar um órgão governamental que governaria em nome de Fernando formado por si mesmo, José Fernando de Abascal y Sousa, o vice-rei do Peru; Francisco de Paula Sanz, o governador de Potosí; e Vicente Nieto, o presidente da Real Audiência de Charcas.
Alguns crioulos não se deixaram enganar e se encontraram nas casas de Rodríguez e Nicolás Rodríguez Peña. Eles nomearam durante essas conversas secretas uma comissão representativa formada por Castelli e Rodríguez a fim de pedir que Cisneros convocasse um cabido aberto para poderem decidir o futuro do Rio da Prata.
Mais discussões ocorreram na casa de Peña em 19 de maio. Saavedra também se juntou ao grupo, que tinha líderes militares e políticos. Eles planejaram que Belgrano e Saavedra se encontrariam com o alcaide Juan José de Lezica, enquanto Castelli falaria com o procurador Julián de Leiva a fim de pedir apoio. Eles queriam pedir um cabido aberto ao vice-rei, argumentando que o povo e tropas crioulas marchariam para a Praça caso não fosse concedido livremente, forçando Cisneros a renunciar por quaisquer meios necessários e substituí-lo por um governo patriota. Saavedra comentou com Lezica que este era suspeito de traição devido seus pedidos constantes por ações cautelosas e comedidas. O comentário foi pensado para colocar pressão sobre o alcaide a fim de acelerar o sistema legal para as pessoas se expressarem, do contrário arriscando uma grande rebelião. Lezica pediu por paciência e tempo para conseguir convencer Cisneros e que as grandes manifestações fossem um último recurso. Ele argumentou que a deposição do vice-rei através de qualquer meio constituiria uma rebelião, que por sua vez transformaria os revolucionários em foras da lei. Belgrano deu a segunda-feira como o prazo para a confirmação do cabido aberto antes de tomar medidas mais diretas. Leiva atuaria como mediador, sendo tanto um confidente de Cisneros quanto um negociador para os revolucionários mais moderados.

### Domingo, 20

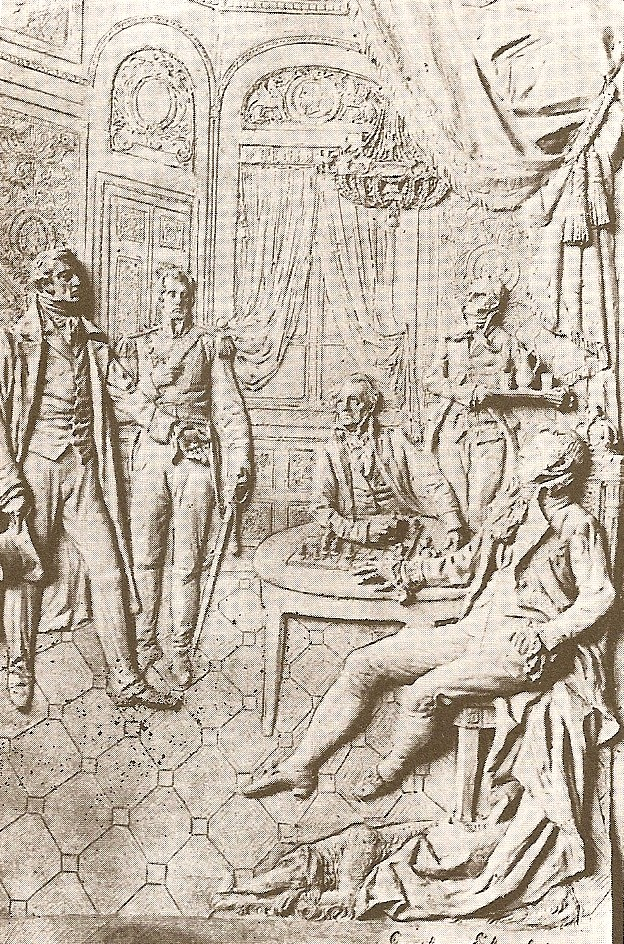
Ilustração por Gustavo Eberlein de Castelli pedindo a Cisneros por um cabido aberto.

Lezica informou Cisneros sobre o pedido do cabido aberto e o vice-rei se consultou com Leiva, que foi a favor. Cisneros convocou os comandantes militares para seu forte e exigiu apoio. Ouve rumores que a reunião poderia ser uma armadilha para que os militares fossem capturados para que assim os quartéis fossem tomados. Os comandantes se preveniram ao assumirem o comando dos granadeiros que guardavam o forte e tomando as chaves de todas as entradas enquanto conversavam com Cisneros. Saavedra falou em nome de todos os regimentos crioulos. Ele comparou a então situação internacional com àquela da época do motim de Álzaga, salientando que a Espanha estava praticamente sob total controle napoleônico e que as províncias espanholas restantes eram muito menores em comparação com os vice-reinos da América. Saavedra rejeitou a soberania do Conselho Regencial sobre as colônias e concluiu que os exércitos locais queriam cuidar de si mesmos em vez de seguirem o destino da Espanha. Por fim, ele destacou que a Junta Suprema Central que havia nomeado Cisneros não mais existia; Saavedra assim não o reconheceu como vice-rei e negou a proteção das tropas sob seu comando.
Castelli e Rodríquez foram pouco depois para o forte conversar com Cisneros. Juan Florencio Terrada, o comandante da Infantaria de Granadeiros, juntou-se aos dois porque seu quartel ficava localizado embaixo da janela do vice-rei e sua presença impediria que este ordenasse que os dois homens fossem feitos prisioneiros. A guarnição permitiu que Castelli e Rodríguez entrassem sem serem anunciados, encontrando Cisneros jogando cartas. Os dois homens exigiram novamente a convocação de um cabido aberto, com o vice-rei respondendo enraivecido e considerando o pedido um ultraje. Rodríguez o interrompeu e o forçou a dar uma resposta definitiva sobre a questão. Cisneros conversou brevemente com seu ajudante e relutantemente deu seu consentimento para o cabido.
Muitos dos revolucionários compareceram naquela noite a uma apresentação de teatro sobre o tema da tirania chamado Roma Salva. O ator principal chamava-se Morande e interpretou o cônsul romano Cícero. O chefe de polícia pediu para Morande fingir estar doente e não aparecer, para que assim a peça pudesse ser substituída por Misantropia e Arrependimento do autor germânico August von Kotzebue. Os rumores da censura policial logo se espalharam; o ator ignorou o pedido a atuou como planejado. Morande realizou um discuso patriótico durante o quarto ato da peça, falando dos gauleses como uma ameaça contra República Romana e a necessidade de uma liderança forte a fim de resistir ao perigo. A cena inflou os espíritos dos revolucionários e levou a um enorme aplauso. Paso levantou-se e chorou pela liberdade de Buenos Aires, com até menos uma pequena luta acontecendo.
Os revolucionários retornaram para a casa de Peña assim que a peça terminou. Eles souberam do resultado da conversa com Cisneros, porém estavam inseguros se o vice-rei pretendia manter sua palavra. Eles decidiram organizar uma manifestação no dia seguinte com o objetivo de garantir a realização do cabido.

### Segunda-feira, 21

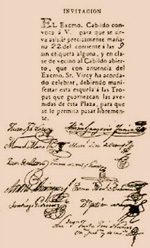
Convite para o cabido aberto de 22 de maio.

O Cabido de Buenos Aires começou seus trabalhos rotineiros às 15h, porém foi interrompido por seiscentos homens armados chamados de Legião Infernal que ocuparam a Praça da Vitória e exigiram um cabido aberto e a renúncia de Cisneros. Eles carregaram um retrato de Fernando VII e as lapelas de suas jaquetas tinham uma fita branca que simbolizava a união dos crioulos. Domingo French, o carteiro da cidade, e Antonio Beruti, um funcionário do tesouro, lideraram os manifestantes. Houve rumores de que o vice-rei tinha sido morto e que Saavedra assumiria o controle do governo. O próprio estava no quartel preocupado com as manifestações. Ele achava que a violência deveria parar e que medidas radicais como assassinar Cisneros deveriam ser impedidas, porém também acreditava que as tropas entrariam em motim caso as manifestações fossem suprimidas. As pessoas na Praça não acreditavam que o vice-rei permitiria o cabido aberto do dia seguinte. Leiva deixou o Cabido e Belgrano, que representava a multidão, pediu um comprometimento definitivo. O procurador explicou que tudo aconteceria como planejado, porém o Cabido precisava de tempo para se organizar. Ele pediu que Belgrano lhe ajudasse com os trabalhos preparatórios, já que a intervenção deste seria vista pelas pessoas como uma garantia que suas exigências não seriam ignoradas. A multidão deixou o prédio mas permaneceu na Praça. Belgrano protestou sobre a lista de convidados, que consistia em cidadãos ricos, acreditando que haveria mais tumultos caso os pobres fossem deixados de fora. Os membros do Cabido tentaram lhe convencer a ceder, porém ele deixou o edifício.
A partida de Belgrano enfureceu a multidão pois ele não explicou o que tinha acontecido, com as pessoas temendo uma traição. As exigências por um cabido aberto foram substituídas pela renúncia imediata de Cisneros. As pessoas finalmente se acalmaram e se dispersaram quando Saavedra interveio para dizer que as reivindicações da Legião Infernal tinham o apoio dos militares.
Os convites para o cabido aberto foram distribuídos entre 450 dos principais cidadãos e oficiais de Buenos Aires. O Cabido compilou a lista de convidados e tentou garantir o resultado ao convidar pessoas que provavelmente apoiariam o vice-rei. Os revolucionários combateram essa ação com uma similar, para que dessa forma a maioria dos participantes fossem contra Cisneros. O tipógrafo Agustín Donado apoiava a revolta e imprimiu seiscentos convites em vez dos 450 pedidos, distribuindo os extras entre os crioulos. Castelli, Rodríguez, French e Beruti visitaram todos os quartéis naquela noite a fim de conversar com as tropas e prepará-los para o dia seguinte.

### Terça-feira, 22

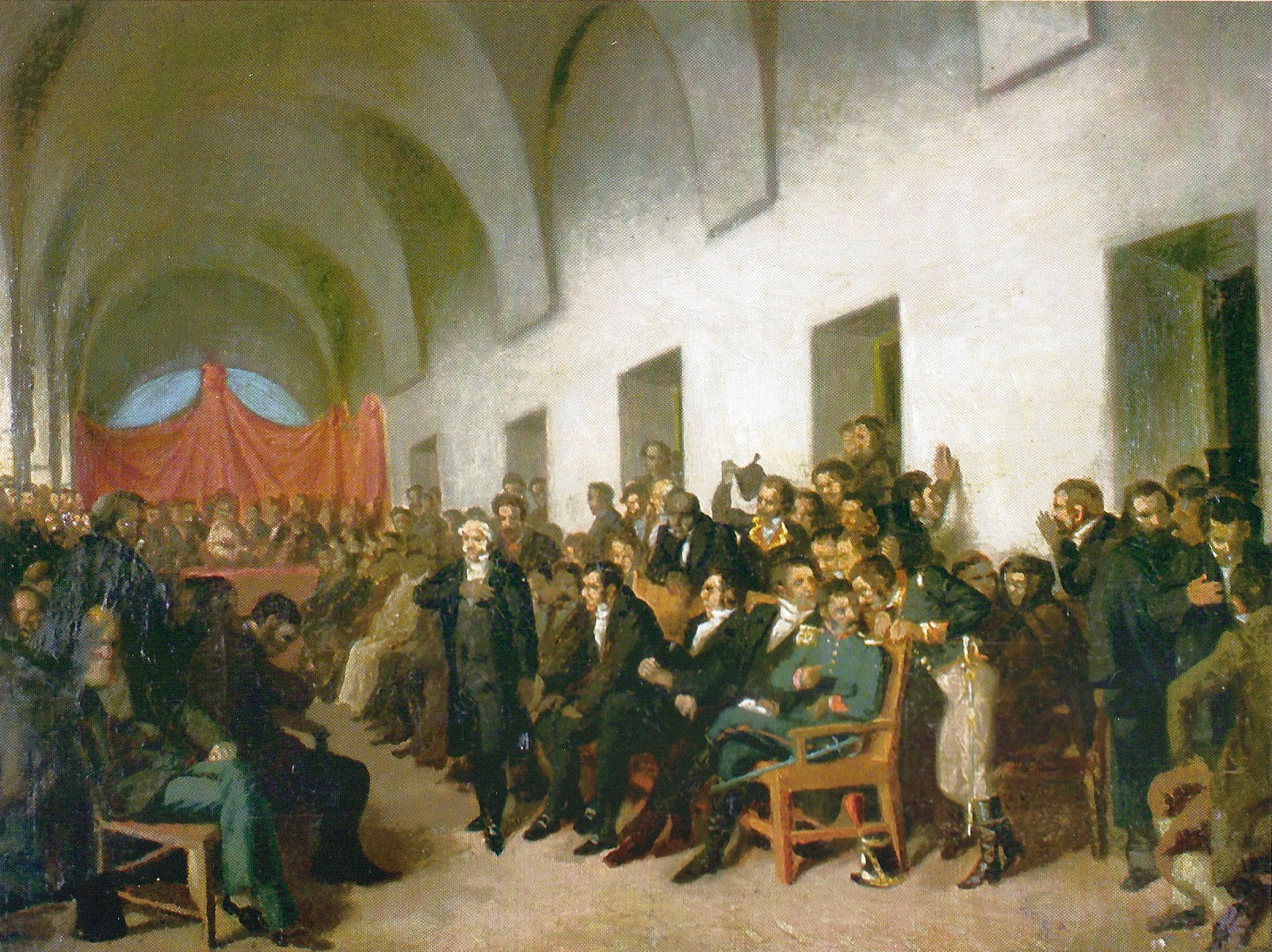
O cabido de 22 de maio, por Juan Manuel Blanes.

De acordo com as atas, apenas 251 dos 450 convidados oficiais compareceram ao cabido aberto. French e Beruti assumiram o comando de seiscentos homens armados com facas, rifles e espingardas, controlando o acesso à Praça da Vitória a fim de garantir que o cabido aberto tivesse a maioria de crioulos. Importantes religiosos e civis estavam presentes, além de comandantes das milícias e vários habitantes proeminentes. A ausência mais notável foi Álzaga, que ainda estava em prisão domiciliar.
O mercador José Ignacio Rezábal compareceu ao cabido aberto mas, em uma carta ao padre Julián de Agüero, afirmou ter dúvidas que também eram compartilhadas pelas pessoas próximas dele. Ele temia que, não importando qual lado prevalecesse no cabido, este lançaria uma revanche contra o outro, com o Motim de Álzaga sendo um precedente recente. Rezábal achava que o cabido aberto não teria legitimidade se muitos crioulos recebessem permissão de participar como resultado direto da manipulação da lista de convidados.
A reunião durou desde a manhã até a meia-noite, incluindo a leitura da proclamação, o debate e o voto. Não houve voto secreto; as pessoas eram ouvidas uma de cada vez e registradas nas atas. Os principais temas do debate foram a legitimidade do governo e a autoridade do vice-rei. O princípio da retroversão da soberania ao povo afirmava que, na ausência de um monarca legítimo, o poder retornava à população e está tinha direito de formar um novo governo. O princípio era algo comum na escolástica espanhola e no racionalismo, porém nunca tinha sido aplicado em jurisprudência. Sua validade dividiu o cabido aberto em dois grupos principais: um que rejeitava o princípio e afirmava que a situação deveria permanecer inalterada; este grupo apoiava Cisneros. O outro defendia uma mudança e considerou que deveriam estabelecer uma junta, como havia sido feito na Espanha, e substituir o vice-rei. Havia também uma pequena terceira opção, que assumiu uma posição de meio termo. Os defensores da mudança não reconheciam a autoridade do Conselho de Regência e argumentavam que as colônias das Américas não foram consultadas sobre sua formação. O debate tangencialmente discutiu a rivalidade entre crioulos e peninsulares; os apoiadores de Cisneros achavam que a vontade dos peninsulares deveria prevalecer sobre a dos crioulos.
Um dos oradores a favor da inalteração do governo foi Benito Lue y Riega, o Bispo de Buenos Aires e líder da igreja local, que falou:
| “ | Não apenas não há porque fazer novas do Vice-Rei, mas quando não restar parte alguma da Espanha que não esteja subjugada, os espanhóis que se encontram na América devem tomar e reassumir o comando dela e isto só poderia vir nas mãos das crianças do país quando já não haver um espanhol sobre ele. Mesmo que um único membro da Junta Central de Sevilha chegasse em nossas praias, deveríamos recebê-lo como Soberano. | ” |

Castelli foi o principal orador dos revolucionários. Ele baseou seu discurso em duas ideias chave: o princípio da retroversão da soberania ao povo e a falta de legitimidade do governo, já que a Junta Suprema Central tinha sido dissolvida e não tinha direitos de designar o Conselho de Regência. Ele falou após Riega e respondeu afirmando que o povo americano deveria assumir o controle de seu governo até a restauração de Fernando:
| “ | Ninguém poderia reputar a nação inteira como infratora, nem os indivíduos que abriram suas opiniões políticas. Se o direito de conquista pertence, por origem, ao país conquistador, justo seria que a Espanha começasse a dar razão ao reverendo bispo abandonando a resistência que faz aos franceses e submeter-se, pelos mesmos princípios que se pretende que os americanos se submetam às aldeias de Pontevedra. A razão e a regra tem de ser iguais para todos. Aqui não há conquistados nem conquistadores, aqui não há apenas espanhóis. Os espanhóis da Espanha perderam sua terra. Os espanhóis da América tratam de salvar a sua. Os da Espanha que se entendam como podem e que não se preocupem, nós americanos sabemos o que queremos e onde vamos. Portanto proponho que se vote: que se se sub-rogue outra autoridade à do vice-rei que dependerá da metrópole se esta se salvar dos franceses, que será independente se a Espanha for subjugada. | ” |

O militar Pascual Ruiz Huidobro afirmou que, já que a autoridade que tinha nomeado Cisneros não mais existia, este não deveria ter um lugar no governo. Huidobro achava que o Cabido deveria governar por ser o representante do povo. Esta opinião foi compartilhada por Melchor Fernández, Juan León Ferragut e Joaquín Grigera, dentre outros.

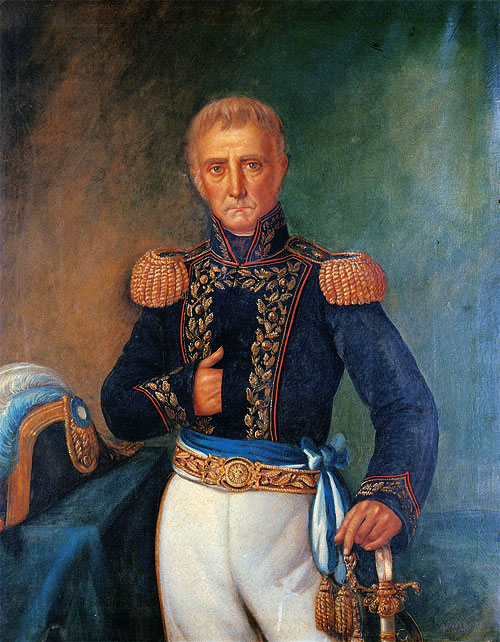
Cornelio Saavedra.

O advogado Manuel Genaro Villota, um representante dos espanhóis conservadores, afirmou que Buenos Aires não tinha nenhum direito para tomar decisões unilaterais sobre a legitimidade do vice-rei ou do Conselho de Regência sem a participação das outras cidades do Rio da Prata. Ele argumentou que tal ação quebraria a unidade do país e estabeleceria um grande número de soberanias independentes. Sua intenção era manter Cisneros no poder ao adiar qualquer ação. Paso concordou com a primeira visão, porém disse que a situação na Europa e a possibilidade das forças de Napoleão conquistarem todas as colônias da América exigia uma resolução urgente. Ele então expôs o "argumento da irmã mais velha", raciocinando que Buenos Aires deveria tomar a iniciativa e realizar as decisões consideradas como necessárias e apropriadas, sob a expressa condição que as outras cidades seriam convidadas a comentar a situação o mais rápido possível. A retórica da "irmã mais velha", comparada ao "gerenciamento de negócio", fazia uma analogia entre a relação de Buenos Aires e outras cidades do Rio da Prata com a relação entre irmãos.
O padre Juan Nepomuceno Solá então propôs que o Cabido deveria receber o comando provisório até a formação de uma junta governamental composta por representantes de todos os povos do Rio da Prata. Vários representantes apoiaram esse voto. Saavedra concordou com Solá que o Cabido deveria ter o comando provisório até a formação de uma junta, porém sugeriu que isso deveria ocorrer como Cabido julgasse apropriado. Ele disse: "... que não tenha dúvida que é o povo que confere a autoridade ou comando". A posição de Castelli coincidia com a de Saavedra na hora da votação.
Belgrano permaneceu o tempo todo perto de uma janela preparado para acenar com um pano branco em caso de qualquer desenvolvimento problemático, um sinal para as pessoas do lado de fora na Praça invadirem o Cabido a força. Entretanto, não houve problemas e esse plano de emergência não foi colocado em prática. O historiador Vicente Fidel López revelou que seu pai Vicente López y Planes estava presente no evento, tendo visto Moreno preocupado ao final do dia apesar da maioria ter sido alcançada. Moreno contou a Planes que o Cabido estava prestes a trai-los.

### Quarta-feira, 23
O debate durou todo o dia 22 e os votos foram contados na madrugada de 23. As pessoas votaram após as apresentações na continuação do vice-rei, sozinho como chefe de uma junta ou remoção. As ideias expostas foram divididas em um número pequeno de propostas designadas pelos nomes de seus principais apoiadores, com as pessoas em seguida votando em uma delas. A votação durou por muito tempo e o resultado foi remover Cisneros por uma grande margem: 155 contra 69 votos.
O representante Manuel José Reyes afirmou que não havia motivos para depor o vice-rei e que seria suficiente nomear uma junta chefiada por Cisneros. Sua proposta teve quase trinta votos. Outros trinta votos apoiaram Cisneros sem nenhuma mudança no sistema político de governo. Um grupo pequeno apoiou a proposta de Martín José de Choteco, que também era a favor do vice-rei.
Também existiram várias propostas diferentes para remover Cisneros, muitas das quais exigiam que novas autoridades fossem eleitas pelo Cabido. Huidobro propôs que o Cabido deveria governar interinamente e nomear um novo governo, porém sua proposta não mencionava soberania popular ou a formação de uma junta. Esta ideia recebeu 35 votos e tinha a intenção de simplesmente substituir Cisneros pelo próprio Huidobro, já que este era o oficial militar mais sênior do país e o candidato natural para substituir o vice-rei sob as leis de então. Solá propôs uma junta composta por delegados de todas as províncias do Rio da Prata; esta proposta teve quase vinte votos. A ideia proposta por Saavedra teve o maior número de votos. Diversas outras propostas receberam poucos votos cada.
Ao amanhecer de quarta-feira, o Cabido informou a população que o vice-rei encerraria seu mandato. A mais alta autoridade seria transferida para o Cabido até a nomeação de uma junta. Avisos foram colocados em vários pontos da cidade, anunciando a iminente criação da junta e a convocação da representantes das províncias. Os avisos também pediam para que o povo não tomasse ações contrárias às políticas públicas.

### Quinta-feira, 24

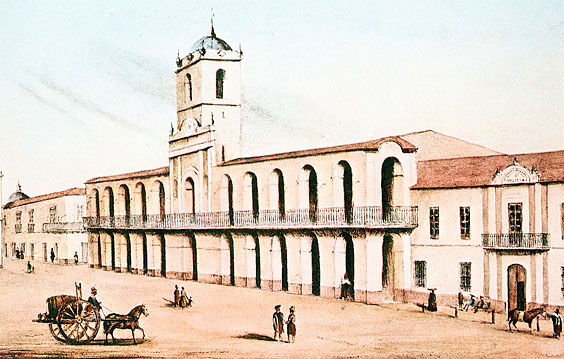
O prédio do Cabido de Buenos Aires, litografia por Alberico Isola.

O Cabido interpretou por conta própria a decisão do cabido aberto. Quando a nova junta foi formada, Leiva fez com que Cisneros fosse nomeado presidente e comandante das forças armadas. Existem várias interpretações sobre os motivos dele ter se distanciado da decisão tomada pelo cabido aberto. Quatro outros membros foram nomeados: os crioulos Saavedra e Castelli, e os peninsulares Solá e José Santos Inchaurregui.
Leiva escreveu um código constitucional para regular as ações da junta. Ele estipulava que a junta não podia exercer o poder judiciário, que ficava reservado à Real Audiência de Buenos Aires; Cisneros não poderia agir sem a aprovação dos outros quatro membros; o Cabido podia dispensar qualquer um que julgasse ter negligenciado seu dever; o consentimento do Cabido seria necessário para a criação de novos impostos; a junta sancionaria uma anistia geral para aqueles que tinham revelado suas opiniões no cabido aberto; e a junta convidaria outras cidades do vice-reino e enviar seus delegados. Os comandantes das forças armadas, incluindo Saavedra, concordaram com o código. A junta realizou seus juramentos do cargo naquela tarde.
Estes desenvolvimentos chocaram os revolucionários. Eles estavam inseguros sobre o que fazer em seguida e temiam ser punidos. Moreno renunciou suas relações com os outros e se isolou dentro de sua casa. Houve um encontro na casa de Peña; os revolucionários acharam que o Cabido não iria atrás deles sem a aprovação de Saavedra e que Castelli deveria renunciar de sua posição na junta. Alguns acharam que Saavedra tivesse aceitado participar por fraqueza ou ingenuidade, enquanto Castelli deveria permanecer para conter a influência dos outros membros. Enquanto isso, uma multidão liderada por French e Beruti ocupou a Praça da Vitória. A estabilidade de Cisneros no poder, mesmo em um cargo diferente de vice-rei, era vista como um insulto ao desejo do cabido aberto. Rodriguez avisou que, se o exército se comprometesse a apoiar um governo que continha Cisneros, eles logo teriam de atirar no povo e que haveria revoltas. Ele afirmou que "todos sem exceção" exigiam a saída de Cisneros.
Castelli e Saavedra informaram Cisneros naquela noite sobre suas renúncias da recém formada junta. Eles explicaram que a população estava à beira da revolução e iriam remover o vice-rei a força se ele também não renunciasse. Os dois avisaram que não possuíam o poder de impedir que isso acontecesse: Castelli não conseguiria parar seus amigos enquanto Saavedra não seria capaz de controlar o Regimentos dos Patrícios de um motim. Cisneros queria esperar pelo dia seguinte, porém foi avisado de que não poderia haver mais adiamentos e então ele finalmente concordou em renunciar. Sua carta de renúncia foi enviada ao Cabido para consideração no dia seguinte. O advogado Feliciano Chiclana sentiu-se encorajado quando Saavedra também renunciou, começando a procurar assinaturas para um manifesto sobre a vontade do povo. Moreno recusou-se a se envolver, porém Castelli e Peña acreditavam que ele se juntaria formalmente aos outros se os eventos se desenrolassem como o esperado.

### Sexta-feira, 25
Apesar do clima ruim, uma multidão reuniu-se na Praça da Vitória na manhã do dia 25 de maio junto com a milícia de French e Beruti. Eles exigiam a destituição da junta escolhida no dia anterior, a renúncia de Cisneros e a nomeação de uma nova junta sem a presença do vice-rei. O historiador Bartolomé Mitre contou que French e Beruti distribuíram para os presentes fitas azuis e brancas, similares à moderna roseta argentina. Historiadores posteriores duvidam que isso tenha acontecido, porém consideram possível que os revolucionários usaram marcadores para algum tipo de identificação. A multidão ficou agitada por causa dos adiamentos na divulgação de uma resolução oficial, clamando que "o povo quer saber o que acontece!".
O Cabido se reuniu às 9h e rejeitou a renúncia de Cisneros. Eles consideraram que o povo não tinha direito legítimo de influenciar em algo que o Cabido já tinha decidido e implementado. Eles acharam que, já que a junta estava no comando, a demonstração deveria ser suprimida pela força. A fim de garantir essas ordens, os comandantes militares foram convocados, porém estes não obedeceram. Muitos deles, incluindo Saavedra, nem apareceram. Aqueles que compareceram afirmaram que não poderiam apoiar tal ordem do governo, além de que eles seriam desobedecidos por suas tropas se chegassem a ordenar a seus homens a dispersão da multidão da Praça.
A agitação da multidão aumentou e eles invadiram a casa do capítulo. Leiva e Lezica pediram que alguém que pudesse atuar como porta-voz do povo entrasse e explicasse os desejos da população. Beruti, French e Chiclana receberam permissão para passarem. Leiva tentou desencorajar o manifestante Pancho Planes, porém este também conseguiu passar. O Cabido argumentou que Buenos Aires não tinha o diretor de quebrar o estabelecido sistema político do vice-reino sem discutir a questão com as outras províncias; French e Chiclana responderam que a chamada para um Congresso já havia sido considerada. O Cabido convocou os comandantes militares para deliberarem com os porta-vozes, porém Romero explicou que os soldados se amotinariam se forçados a agir contra os manifestantes e a favor de Cisneros. O Cabido mesmo assim recusou-se a ceder até que o barulho dos protestos foi ouvido dentro do edifício. Os membros temiam que a população invadisse o salão para pegá-los. Martín Rodríguez salientou que a única maneira de acalmar a multidão era aceitar a renúncia de Cisneros. Leiva finalmente concordou e conseguiu convencer os outros, com os porta-vozes retornando para a Praça. Rodríguez foi para a casa de Azcuenaga a fim de se encontrar com outros revolucionários e planejar os últimos estágios da revolta. A multidão invadiu o Cabido mesmo assim e foi para o salão das deliberações. Beruti falou que uma nova junta deveria ser eleita pelo povo e não pelo Cabido, afirmando que além das quatrocentas pessoas já reunidas, os quartéis estavam cheios de soldados que o apoiavam, ameaçando tomar o controle pela força se necessário. O Cabido respondeu pedindo que as exigências fossem entregues escritas.

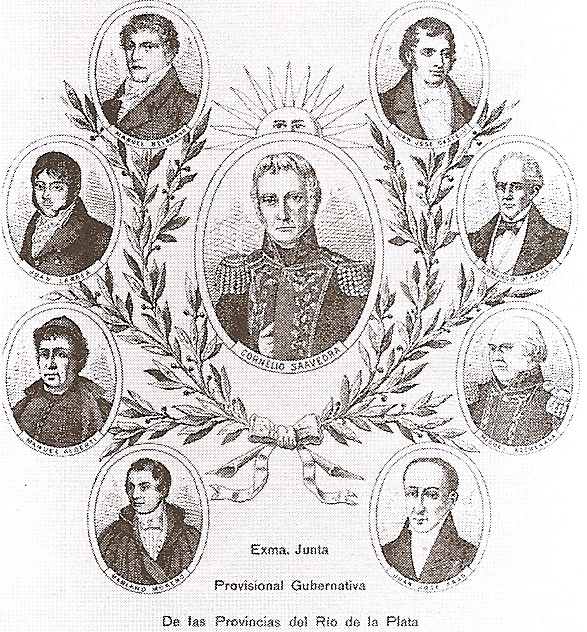
Os membros da Primeira Junta.

Um documento contendo 411 assinaturas foram entregue ao Cabido após um longo intervalo. Ele propunha a formação de uma nova junta e que uma expedição de quinhentos homens partisse ao auxílio as outras províncias. O documento listava a maioria dos comandantes militares e muitos cidadãos bem conhecidos, além de inúmeras assinaturas ilegíveis. French e Beruti assinaram o documento dizendo "por mim e mais seiscentos". Entretanto, não há uma visão unânime entre os historiadores sobre a autoria do documento. Enquanto isso, o clima melhorou e o Sol saiu de trás das nuvens, com as pessoas na Praça vendo isso como um bom presságio sobre a revolução. O símbolo do Sol de Maio foi criado alguns anos depois como uma referência a esse evento.
O Cabido aceitou o documento e seus membros foram para a varanda a fim de submetê-lo diretamente ao povo para ratificação. Entretanto, devido à hora e o clima, o número de pessoas do lado de fora tinha diminuído. Leiva ridicularizou a reivindicação dos manifestantes ainda presentes de que estes falavam em nome de todo o povo. Isto desgastou a paciência daqueles que permaneciam na Praça. Beruti não aceitou mais adiamentos e ameaçou convocar as pessoas a pegarem em armas. O pedido popular acabou lido em voz alta com o objetivo de evitar violência e foi ratificado imediatamente pelos presentes.
A Primeira Junta acabou estabelecida. Ela era presidida por Saavedra e tinha como membros Manuel Alberti, Miguel de Azcuénaga, Belgrano, Castelli, Domingo Matheu e Juan Larrea, além dos secretários Paso e Moreno. As regras do governo eram praticamente as mesmas que aquelas emitidas para a junta anterior, com as provisões adicionais de que o Cabido fiscalizaria os membros da junta e que a própria junta nomearia substituições em caso de vacâncias. Saavedra falou com a multidão e depois dirigiu-se ao seu quartel em meio a salvos de artilharia e badalares de sinos. Enquanto isso, Cisneros enviou um mensageiro para Córdova com o objetivo de avisar Liniers sobre o que estava acontecendo em Buenos Aires e pedir uma ação militar contra a Primeira Junta.